# Vladislav Jelínek
Vladislav Jelínek (? – 1950) byl český fotbalista, střední záložník. Jeho bratrem byl fotbalista Bohumil Jelínek.

## Fotbalová kariéra
Hrál v předligové za SK Smíchov. Vítěz Poháru dobročinnosti 1906 a 1907, finalista 1909 a 1910. V reprezentaci nastoupil v letech 1906–1907 ve 3 utkáních proti Maďarsku.